# Navas del Pinar

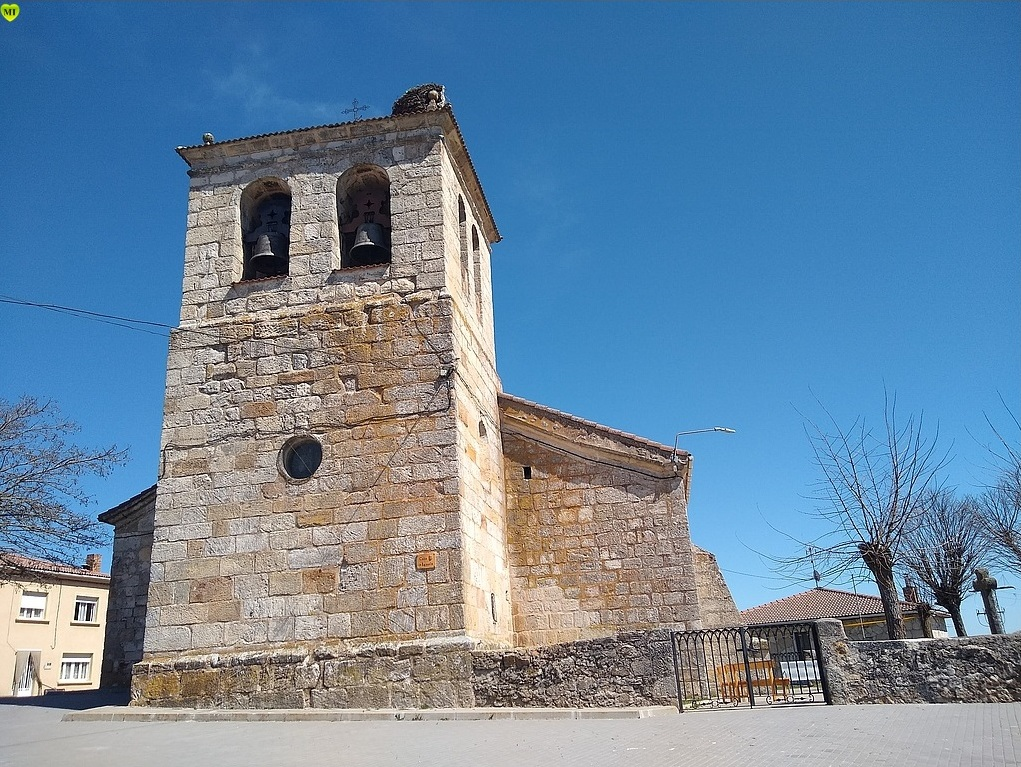
Iglesia de la Asunción de la Virgen

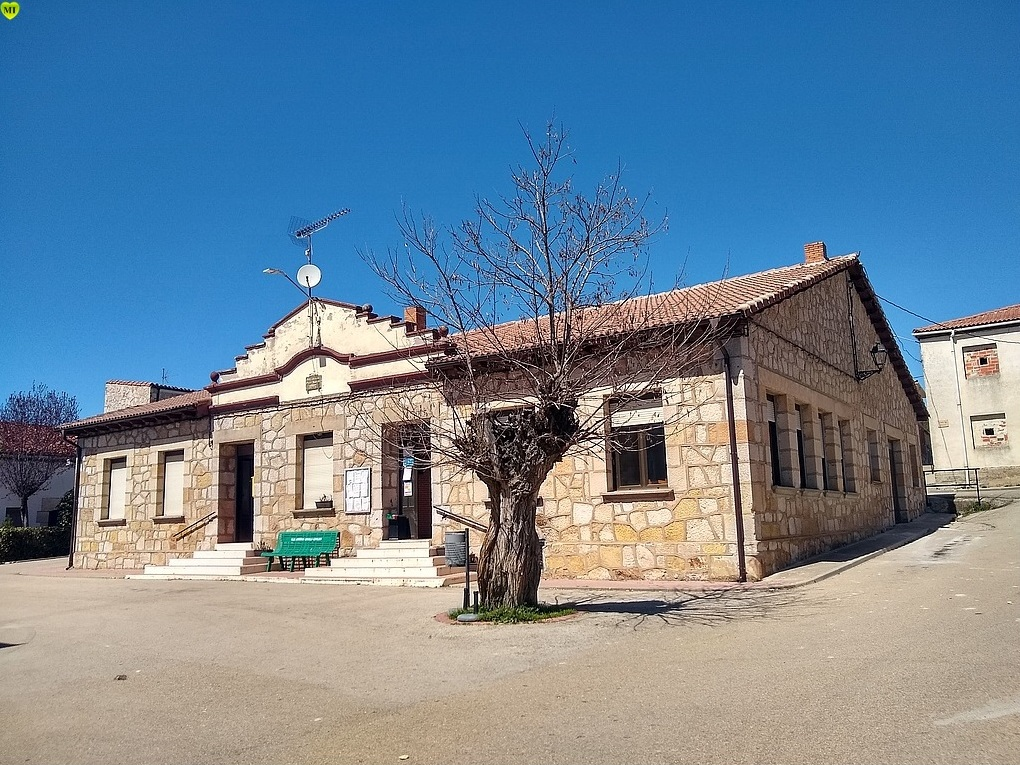

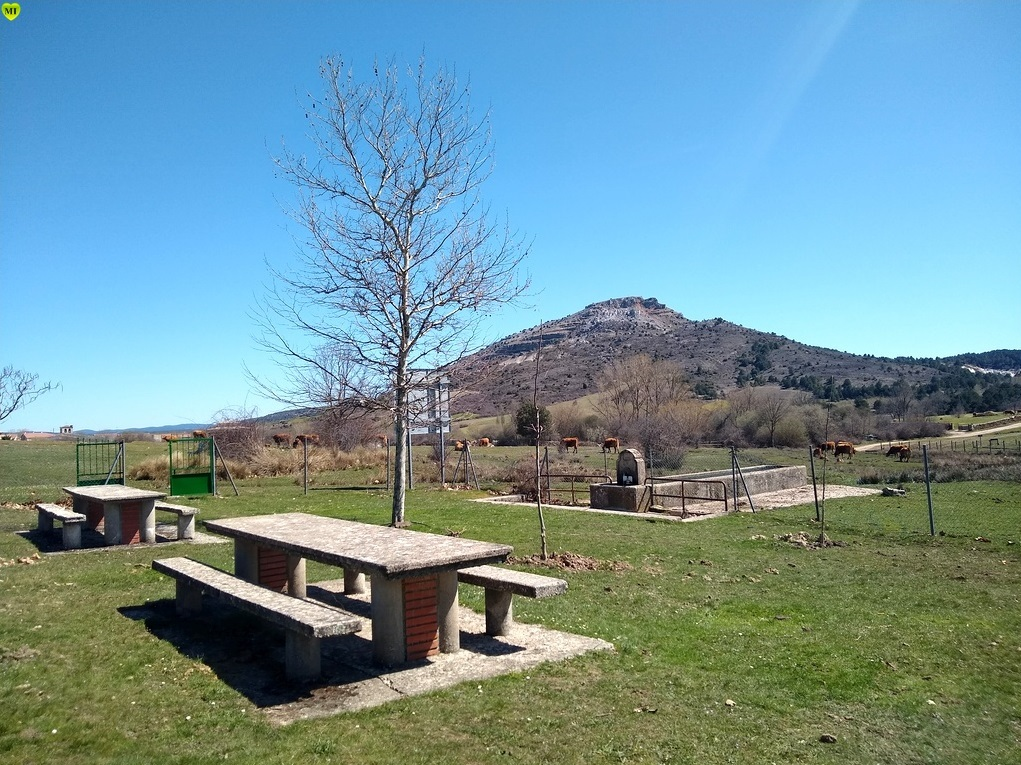
Área recreativa Fuente Somera

Navas del Pinar es un pueblo, entidad local menor o pedanía del municipio de Hontoria del Pinar, situado al sureste de la provincia de Burgos, y que pertenece a la Comunidad de Castilla y León (España). Está situado a 82 km de la capital: Burgos. También es colindante con la Aldea del Pinar.
Hontoria del Pinar está al este de la localidad, Espejón al Sur, Huerta de Rey al oeste y Rabanera del Pinar al Norte.

## Monumentos y lugares de interés

### Iglesia
La iglesia parroquial actual se terminó de construir en el siglo XVII, (puede que hacia 1660), con obras complementarias en el siglo XVIII. Su arco gótico de coro, anejo a la pared oriental de la torre, es del XV. El archivo parroquial conserva anotaciones a partir de 1620; el primer libro de fallecidos que se conserva data de 1714, y el de los nacimientos de 1728.
Hay documentos de las cofradías de la Asunción, San Fabián y San Sebastián, de las Ánimas y de la Vera Cruz (cuyas ordenanzas son de 1790, y en las que se indica que es un deber de los cofrades asistir a los actos del Domingo de Ramos y Jueves Santo, lo cual se sigue respetando).

## Cultura

### Fiestas patronales
- 15 de agosto. Asunción de Nuestra Señora
- 16 de agosto. San Roque

### Danzas
Una de las tradiciones más arraigadas en Navas del Pinar ha sido siempre danzar. Las danzas de mayor importancia artística son el Cruzado (casi perdido) y El castillete. En la primera, se utilizaban las típicas capas pardas y sombreros de ala ancha, y se bailaba en el atrio de la iglesia, antes y después de misa, durante las fiestas patronales.
El Castillete, fue considerado por Justo del Río como una danza de origen antiquísimo. Es una danza en la que los zarragones (bufones) colocan en firma piramidal a siete de los danzantes, y una vez colocados el octavo salta, se coloca boca abajo por encima de ellos y cae por el otro lado.

### Pico Navas
El Pico de Navas (1351msnm) se alza delante de Navas del Pinar (1090msnm) con su frente calizo, a poca distancia de Hontoria del Pinar (1080msnm).